# Fernand Mayembo
Fernand Mayembo (* 9. Januar 1996 in Brazzaville) ist ein kongolesisch-französischer Fußballspieler.

## Karriere

### Verein
Mayembo entstammt der Jugendabteilung der US Melun, wo er 2008 begann. Im Sommer 2011 wechselte er zum CS Brétigny, wo er zwei Jahre verbrachte. Die nächsten zwei Jahre seines Lebens spielte er in der Jugend von LB Châteauroux, ehe er 2015 zu Chamois Niort wechselte. Ende Oktober 2016 wurde er bei einem 4:0-Sieg bei der AJ Auxerre spät eingewechselt und gab somit sein Debüt für die Profis in der Ligue 2. Die war allerdings sein einziger Saisoneinsatz im Profiteam, da er im Januar 2017 an Grenoble Foot in die National 2, die vierte französische Liga verliehen wurde. Dort kam er zu drei Einsätzen bis Saisonende.
Im Sommer 2017 wurde er schließlich von Grenoble fest verpflichtet, die nach dem Aufstieg nun drittklassig spielten. Dort war er gesetzt und kam in 28 Ligaspielen zum Einsatz, worunter er auch zwei Spiele in der Aufstiegsrelegation bestritt, welche sein Team erfolgreich beendete und folglich in der Ligue 2 spielten.
Mayembo verließ Grenoble jedoch nach anderthalb Jahren wieder und wechselte für 800 Tausend Euro zum Ligakonkurrenten AC Le Havre. Hier konnte er Mitte Januar bei einem 4:3-Sieg über den FC Valenciennes sein erstes Tor für den Verein und auf professioneller Ebene allgemein erzielen. Dennoch war er nicht gesetzt in der Innenverteidigung und kam wettbewerbsübergreifend nur zu 21 Spielen und diesem einen Tor. In der Saison 2019/20 lief es schon besser, er bestritt 18 von 28 möglichen Ligapartien. Die Spielzeit 2020/21 absolvierte er durchgehend als Stammkraft und spielte 33 von 38 Spielen in der Ligue 2. In der Saison 2021/22 fiel er lange aufgrund eines Pferdekusses aus und spielte nur 18 Mal in der Liga.
Nach vier Jahren wechselte er für 300 Tausend Euro zum Aufsteiger und nunmehrigen Erstligisten AC Ajaccio. Sein Debüt in Frankreichs höchster Spielklasse gab er am zweiten Spieltag bei einem 0:0-Unentschieden gegen den RC Lens als er über 90 Minuten auf dem Feld stand.

### Nationalmannschaft
Am 1. September 2017 debütierte Mayembo in der WM-Qualifikation gegen Ghana für die A-Nationalmannschaft von Kongo. Damals spielte man 1:1-Unentschieden und dennoch konnte sich die Republik Kongo nicht für die WM qualifizieren. Bei der Nationalmannschaft war er aber absolut gesetzt und ist auch schon als Mannschaftskapitän aufgelaufen.

## Erfolge
Grenoble Foot
- Meister der National 2 (Gruppe C) und Aufstieg in die National: 2017
- Dritter der National und Aufstieg über die Relegation in die Ligue 2: 2018